# Спайк Шпигель
Спайк Шпигель (яп. スパイク・スピーゲル, Spike Spiegel) — главный герой аниме-сериала Cowboy Bebop 1998 года. Спайк — бывший член преступного синдиката «Красный дракон» который завязал с криминалом, инсценировав собственную смерть после того, как влюбился в женщину по имени Джулия. По сюжету является напарником Джета Блэка, капитана космического корабля «Бибоп». Они занимаются отловом преступников на планетах и лунах Солнечной системы. Во время своих приключений Спайк вновь сталкивается с призраками прошлого и втягивается в ожесточённое противостояние с Вишезом — соперником из Синдиката, который стремится его убить. Финальная конфронтация этих персонажей была запланирована сценаристами изначально.
Спайк был придуман режиссёром сериала Синъитиро Ватанабэ, а за его дизайн отвечал художник Тосихиро Кавамото из Hajime Yatate. Характер персонажа представлял собой зеркальное отражение самого Ватанабэ, а его внешний вид базировался на главном герое сериала «Детективная история» в исполнении актёра Юсаку Мацуды. Он был задуман как человек, который делает то, что должно, и ждёт, что другие последуют за ним. Кавамото намеренно сделал его «некрутым» чтобы создать у зрителей противоположный эффект. Образ Спайка в полнометражном фильме продемонстрировал более мягкую и рефлексивную сторону персонажа. В оригинальной версии Спайка озвучивает Коити Ямадэра, в английском дубляже — Стивен Блюм.
Помимо сериала, Спайк появился в двух манга-адаптациях, а также был главным героем двух видеоигр. Персонаж получил высокие оценки критиков как в Японии, так и на Западе. Несколько рецензентов хвалили его дизайн. Также фигурирует в многочисленных списках лучших аниме-героев всех времён. Помимо сериала, многие кинообозреватели отметили более глубокую проработку его характера в одноимённом полнометражном фильме. Оба актёра получили высокую оценку своей работы, а Блюм отметил, что успех проекта способствовал росту его карьеры в сфере озвучания.

## Описание
Спайк — охотник за головами, родившийся на Марсе 26 июня 2044 года. Ему 27 лет. У него вьющиеся тёмно-зелёные волосы и карие глаза (причём левый — искусственный, поэтому его зрачок светлее). Его рост составляет 185 см, а вес — 70 кг. Спайк — заядлый курильщик, в сериале его часто можно увидеть курящим под дождем и рядом с табличками «не курить». Является мастером боевых искусств, практикующим джит кун-до и ярым последователем философии Брюса Ли. Он также является владельцем старого космического корабля Swordfish II. Из оружия предпочитает пистолет Jericho 941. Оружие для сериала подбиралось режиссёром Синъитиро Ватанабэ в тесном контакте с художником по декорациям Исаму Имакаке и дизайнером звездолётов Кимитоси Ямане. Продюсер проекта Сатоси Тоба отмечал: «[Помню] они говорили, что их не интересует типичное вооружение, так как оно было бы не очень интересно [зрителю]. Поэтому они остановились на этих пушках».
Прежде чем присоединиться к экипажу «Бибопа» Спайк был одним из членов китайского преступного синдиката «Красный дракон». Во время пребывания там он часто был вспыльчивым и вёл себя крайне импульсивно. Однако после того, как покинул криминальный мир, стал более спокойным и собранным. Тем не менее он по-прежнему сохранил любовь к боевым искусствам. Спайк придерживается собственного морального кодекса и всегда выполняет взятые на себя обязательства. Также он обычно идет своим путем, а не следует приказам, из-за чего у него часто возникают проблемы с друзьями и окружающими. По словам Ватанабэ, персонаж был навеян якудзой. Он также отметил, что Спайк предрасположен маскировать свои эмоции. Например, он может вести себя враждебно по отношению к кому-то кто ему действительно нравится. Отношения Спайка с Фэй Валентайн являются ярким примером этой тенденции, — подчёркивал режиссёр.
В третьем томе манги «Ковбой Бибоп» (сочинённой Ютакой Нантеном и проиллюстрированной Хадзиме Ятате) внешность Спайка описывается как «восточная» (англ. oriental) — устаревший термин для людей азиатского происхождения.
На Otakon 1999 года Ватанабэ заявил, что имя и фамилия Спайка были выбраны потому, что ему понравилась фонетика этого словосочетания, а не из-за его еврейского подтекста. Кавамото вдохновлялся внешним видом и причёской персонажа, взяв за основу Юсаку Мацуду. Концепция Спайка была создана раньше, чем появилась идея самого сериала.

## Появление

### Cowboy Bebop
Согласно сюжету сериала, за много лет до начала событий сериала Спайк является одним из низших членов преступного синдиката «Красный дракон». Там он становится напарником и другом Вишеза — ещё одного из наёмников организации. После ранения в перестрелке Спайка выхаживает пассия Вишеза — Джулия, и у них завязывается роман. Влюблённая пара планирует скрыться от синдиката и покончить с криминалом. Но Вишез узнаёт об этом и ставит Джулии ультиматум: либо она убивает Спайка, либо казнят её. После того как Спайк инсценирует собственную смерть, Джулия так и не появляется на встрече в условленном месте. Вместо этого она принимает решение спрятаться, чтобы не предать его и не быть убитой самой. Вскоре после этого Спайк знакомится с бывшим офицером полиции Межсолнечной системы (ISSP) Джетом Блэком. Они становятся напарниками по отлову преступников, путешествуя по обитаемым планетам Солнечной системы.
Во время его пребывания на «Бибопе» (звездолёте команды) к ним присоединяются Эйн — вельш-корги с необычайно развитым интеллектом; Фэй Валентайн — игроманка и первая жительница Земли, проснувшаяся от криогенного сна; и Эдвард «Эд» Вонг Хау Пепелу Тивруски IV — эксцентричная девушка-хакер. Спайк дважды сталкивается с Вишезом: в «Балладе о падших ангелах», во время преследования главы «Красного дракона», он сражается с бывшим другом в заброшенной церкви, и Вишезу практически удаётся его убить. Позже, в серии «Юпитерский джаз», Спайк узнаёт, что Джулию видели на Каллисто, и бросает «Бибоп» чтобы найти её. Оказавшись там, он попадает в эпицентр наркосделки Грена — человека, которого когда-то предал Вишез и жаждущего мести. Во время встречи происходит мексиканская дуэль: Вишезу удаётся скрыться, а Грен получает смертельное ранение. Перед смертью он говорит Спайку, что Джулия жива и просто «залегла на дно».
Во время финального эпизода — «Настоящий фолковый блюз» — Джулия покидает своё убежище и отправляет Спайку сообщение через Фэй: они встречаются и решают бежать, как и планировалось изначально. Вишез, за это время устроивший внутренний переворот и захвативший власть в «Красном драконе», приказывает наёмникам выследить их и убить. Во время перестрелки Джулия погибает. Попрощавшись с Джетом и Фэй, Спайк штурмует штаб-квартиру синдиката и вступает в решающую схватку с бывшим другом: хотя он убивает Вишеза, сам получает тяжёлое ранение. В финале Спайк смотрит в небо и видит лик своей любимой. Через некоторое время он теряет сознание и падает на пол вестибюля. Протагонист лежит без движения, а на небе гаснет одна из звёзд. В дальнейшем Ватанабэ так и не прояснил окончательную судьбу персонажа и в конце концов заявил, что не может сказать однозначно, остался он жив или всё же умер.

### В других медиа
Спайк — центральный персонаж полнометражного фильма «Ковбой Бибоп: Достучаться до небес» сюжет которого происходит между 22 и 23 эпизодами сериала. Экипаж «Бибопа» берется за поимку опасного преступника Винсента Волажу, который распыляет облако смертоносных наномашин в столице Марса. Выслеживая антагониста, Спайк сначала сражается, а затем объединяется с Электрой Овиро, его бывшей девушкой. В конце концов, побеждая врага.
Вместе с другими главными героями «Бибопа» Спайк фигурирует в манга-адаптациях сериала: Cowboy Bebop и Cowboy Bebop: Shooting Star. В одноимённой видеоигре для PlayStation игрок управляет звездолётом Swordfish II во время воздушных сражений по заранее заданным курсам. Также Спайк появляется в качестве одного из игровых персонажей в битэмапе Cowboy Bebop: Tsuioku no Serenade для PlayStation 2, сюжет которого продолжает оригинальный сериал.
В одноимённом телесериале 2021 года Спайка сыграл актёр Джон Чо азиатского происхождения. По словам шоураннера проекта Андре Немца, он взял на роль 27-летнего персонажа 49-летнего Чо для того, чтобы показать ковбоя с большим жизненным опытом: «Если вы играете ковбоя с разбитым сердцем, это, как правило, не история о 20-летнем парне». Хотя авторы подошли к созданию сериала достаточно дотошно (так, для аутентичности костюма Спайка перепробовали около 50 оттенков синего цвета), а игру Чо по большей части хвалили, сам сериал получил разгромную критику и был закрыт после первого сезона. Проект называли «любительской дешёвкой» и «пощечиной» фанатам оригинала.

## Концепция персонажа

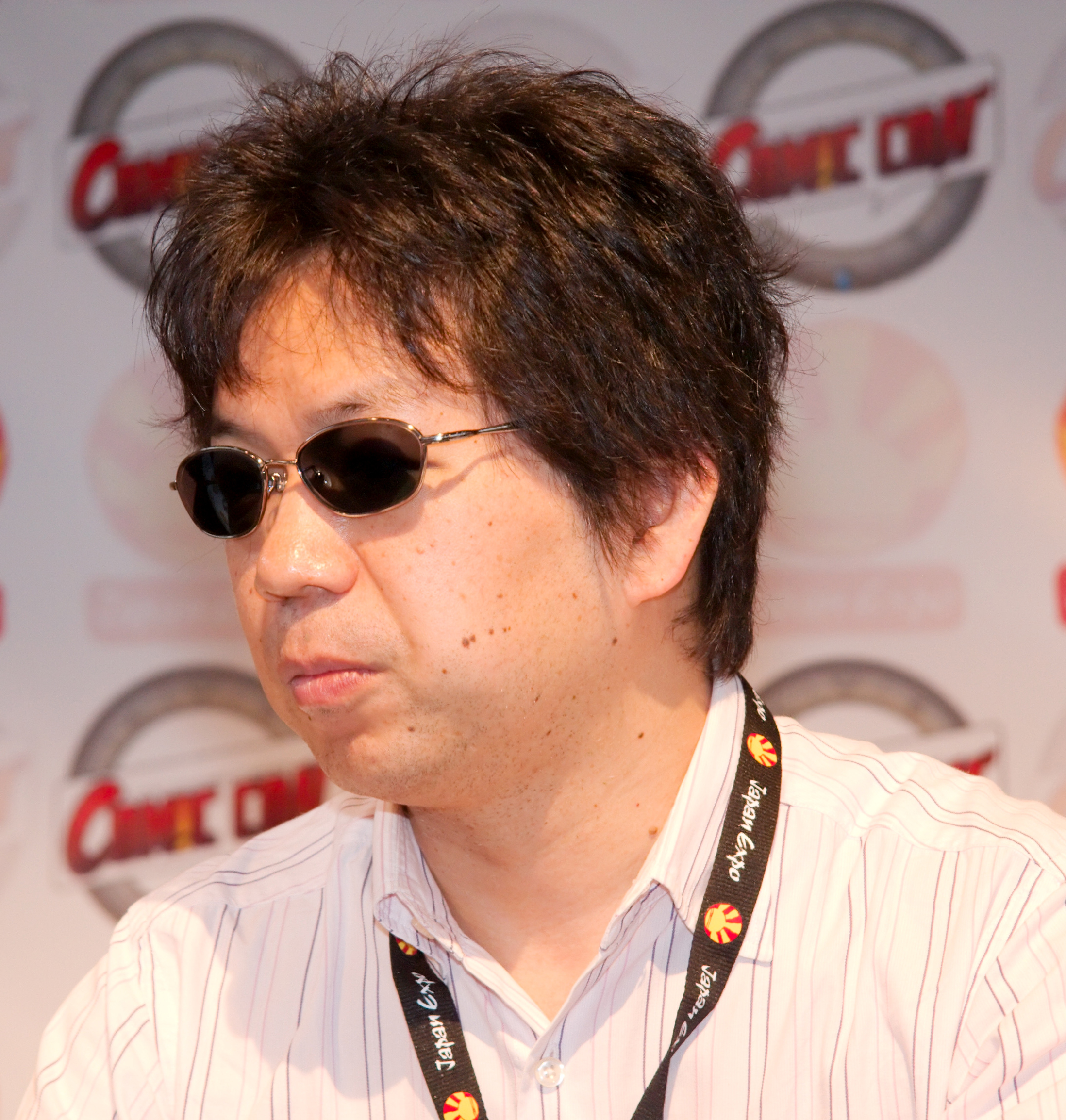
Создатель персонажа Синъитиро Ватанабэ

Во время создания концепции сериала первым образом, который пришел в голову Синъитиро Ватанабэ, был Спайк. До этого он долгое время вынашивал идею подобного персонажа. После этого режиссёр «попытался выстроить вокруг него историю, стараясь сделать его крутым». Ватанабэ создал Спайка как зеркальное отражение самого себя: «я не курю, не пью и не дерусь, но в душе мне очень хочется, поэтому это всё делает Спайк». Персонаж занимает центральное место в нарративе сериала — ведущей сюжетной аркой является прошлое Спайка и его кармическое влияние на него. Спайк изображён как «типичный японец старой школы», который просто делает то, что считает нужным, и ждёт, что другие последуют за ним и будут наблюдать со стороны. Ватанабэ придумал для Спайка дефект в виде искусственного глаза, так как хотел, чтобы у героев сериала были какие-то изъяны. Первоначально он собирался сделать ему повязку, однако продюсеры наложили на это вето. Чтобы изобразить его крутым, художник Тосихиро Кавамото сделал так, чтобы Спайк выглядел «некруто»: когда герой стоит неподвижно — он сутулится. Идея была в том, что когда персонаж начинал двигаться энергично, он сразу же становился «очень крутым».
По большей части внешность Спайка была основана на главном герое сериала «Детективная история», которого сыграл известный японский актёр Юсаку Мацуда. Хотя Коити Ямадэра был поклонником Мацуды, он избегал подражания его манере говорить, отмечая, что она не подходила для Спайка. Космический корабль Spike Swordfish II был создан дизайнером боевых роботов Кимитоси Яманэ. Художнику очень нравился внешний вид английского биплана-торпедоносца Fairey Swordfish, поэтому он назвал звездолёт Спайка, Swordfish II, в честь этого бомбардировщика. Финальная развязка истории и последняя битва Спайка с Вишезом были спланированы Ватанабэ заранее, и каждый эпизод с участием бывших товарищей должен был предвещать их финальную конфронтацию. Некоторые сотрудники были недовольны таким подходом, так как это ставило под вопрос потенциальное продолжение сериала. В связи с этим Ватанабэ некоторое время рассматривал возможность изменения концовки, однако остановился на первоначальной идее.
Рассуждая о кастинге сериала, Ватанабэ отмечал, что голос Коити Ямадера подошёл для Спайка идеально. Его прослушивание было лишь формальностью, так как режиссёр чувствовал, что «независимо от того, как кто к этому относился, кандидат был только один — Ямадера». После десяти лет работы в сфере озвучки аниме актёр был по-настоящему рад получить первую главную роль. Позднее Уншо Исидзука, озвучивающий Джета, выражал удивление, что Ямадера был выбран на роль Спайка, а не его героя. Эти персонажи создавались как антиподы друг друга: Спайк был худым и носил элегантную одежду, в то время как Джет выглядел громоздким и предпочитал более повседневный стиль.
Американский актёр, озвучивающий Спайка, Стивен Блюм, использовал образы героев нуарного кино, чтобы настроиться на нужный лад перед записью голоса, однако испытывал небольшие трудности с изображением сцен, где персонаж проявлял внутреннюю уязвимость. Размышляя о проделанной им работе, Блюм сказал: «[в сериале] было несколько реплик, которые показались мне неуклюжими, и их можно было бы сделать лучше». Он назвал Спайка «примером персонажа, которого [он] смог оценить в полной мере лишь по завершении сериала» добавив, что если бы ему представилась такая возможность, он бы вновь озвучил этого героя. Характер персонажа раскрыли более глубоко в полнометражном фильме «Ковбой Бибоп». В частности, по словам Ямадеры, Спайк сильнее раскрыл свой внутренний мир и сокровенные мысли, а также продемонстрировал более мягкую сторону, нежели в сериале. Это произошло потому, что у команды сценаристов было больше времени, на проработку главных действующих лиц. Блюм счел озвучку в этом проекте одной из самых сложных работ с эмоциональной точки зрения, поскольку в ней были сцены, где Спайк изображался совершенно иначе, нежели в сериале.

## Оценка и наследие
Спайк Шпигель был высоко оценён японской публикой. Он занимал первое место в категории «Лучший мужской персонаж» среди читателей журнала Animage два года подряд — в 1998 и 1999 годах. В 2001 году он возглавил список издания Newtype «10 самых популярных мужских персонажей аниме в Японии». В следующем году Спайк занял первое место в ещё одном рейтинге Newtype — «Любимый мужской персонаж из аниме». В опросе того же журнала, проведенном в марте 2010 года, читатели издания поставили Спайка на 18-е место среди самых популярных аниме-героев 1990-х годов. В 2014 году аудитория портала Goo Ranking назвала Коити Ямадэра третьим в списке самых крутых «взрослых» актёров озвучивания, а три года спустя он же возглавил рейтинг Asahi из 25 лучших актёров озвучивания по мнению его коллег — одним из основных факторов такой высокой оценки была названа проделанная им работа над образом персонажа.
Западные критики также высоко оценили Спайка. В обзоре сериала для Anime News Network Майк Крэндол похвалил образы персонажей, особенно главного героя, заявив, что «характер Спайка охватывает весь спектр [эмоций] — от глупого и апатичного до крутого парня, скрежещущего зубами. Он один из самых глубоких главных героев аниме за последнее время». Обозреватель из THEM Anime Review 4.0 похвалил сюжетную линию Спайка, заявив, что «центральная арка персонажа и его мотивация абсолютно захватывающи». Кайл Миллс из DVD Talk назвал Спайка воплощением слова протагонист, описав его «собранным, всегда крутым и, по сути, полным засранцем» подчеркнув, что его истинная природа раскрывается на протяжении всего сериала. В статье для The Atlantic писатель Алекс Зюскинд положительно отозвался о образе и развитии персонажа, заявив, что слово «крутой» было бы наиболее подходящим способом описать его, также назвав Спайка «самураем космической эры и Ковбоем Мальборо в одном лице». Обозреватель портала Союз отметил, что главный герой совмещает в себе «стиль, расслабленность в симбиозе с потрясающими навыками ведения боя, а также апатию, которую временами разбавляют живые эмоции от новых сложных заданий». Ричард Эйзенбейс из Kotaku похвалил идею взаимоотношений между Спайком и Фэй, особенно то, как они развивались без явных вербальных выражений привязанности.

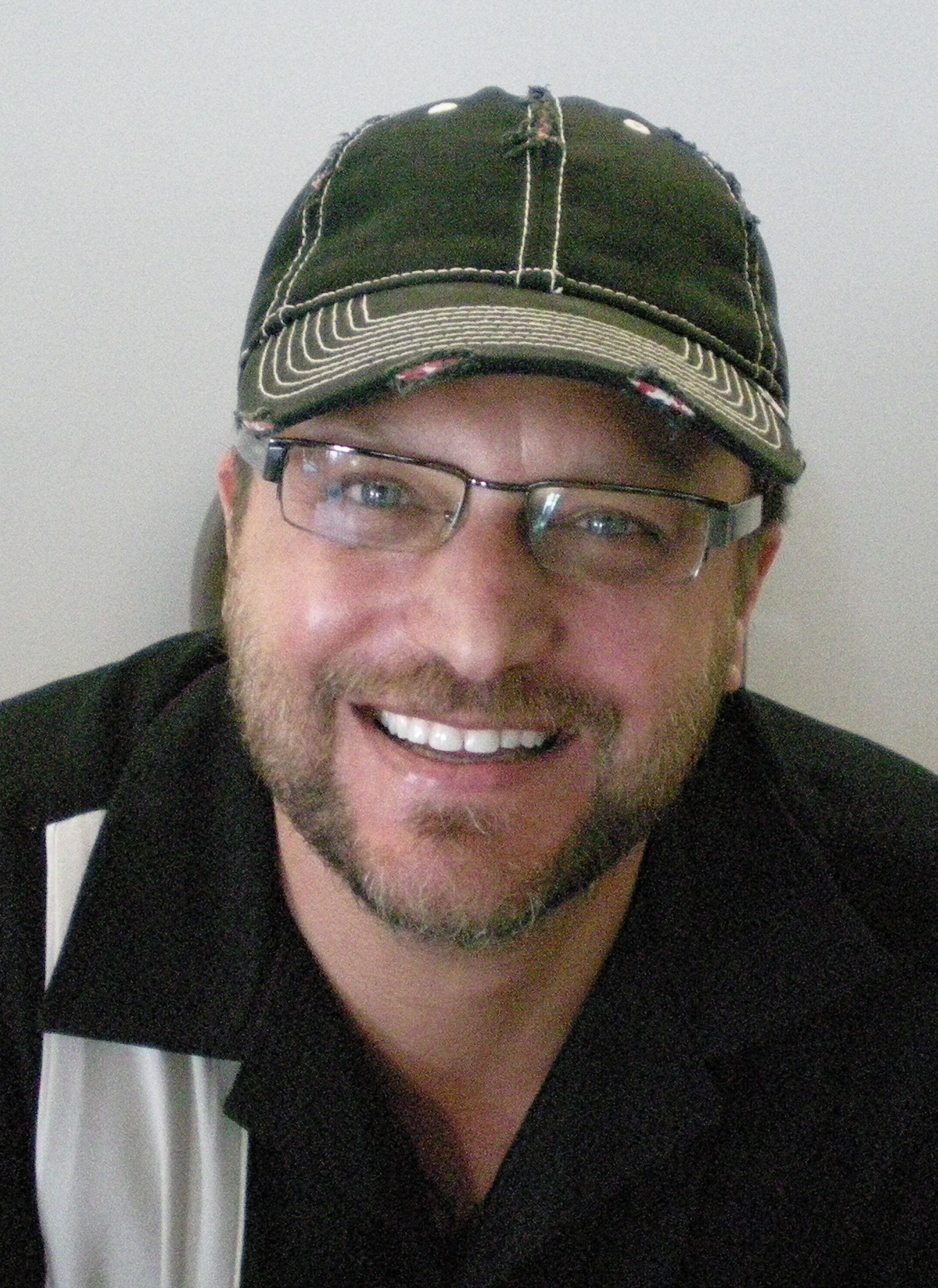
Актёр Стив Блюм, отзвучивший Спайка в английском дубляже

В дальнейшем отдельно подчёркивалось развитие персонажа в полнометражном фильме и более полное раскрытие его внутреннего мира. Энди Патрицио из IGN отметил, что в нём Спайк «приоткрывает свою душу», а Крис Беверидж из Mania.com счёл образ героя более располагающим, чем в некоторых эпизодах сериала, сравнивая его с Люпеном III и рукоплеща моментам, когда он мог быть самим собой и демонстрировать больше своего внутреннего «я». По мнению Карлоса Росса из THEM Anime Review, то, как был продемонстрирован Спайк, являлось одной из сильных сторон фильма. Эту мысль разделил Нил Ламбард из DVD Talk, помимо общей похвалы проработки персонажей, положительно отметив дальнейшее исследование внутреннего мира протагониста. Тем не менее Майк Крэндол из Anime News Network высказался более скептически, заявив, что хотя Спайк перетащил в фильме всё внимание на себя, складывалось впечатление, что некоторые эпизоды ничуть не потеряли бы и без его присутствия.
Высокие оценки получили как оригинальный, так и английский актёры озвучания. Отметив в рецензии сериала, что сэйю «идеально дополняют своих персонажей», по словам Кеннета Ли из EX.org теперь он не видит «никого другого в роли Спайка Шпигеля, кроме Ямадеры». Обозреватель IGN Рэмси Ислер заявил, что «Стив Блюм поднял свою карьеру на новый уровень, продемонстрировав в английском дубляже сериала лучшую работу в своей жизни, придав Спайку черты изящной, непринужденной крутизны, которая, по мнению многих, превзошла японский оригинал». Назвав зарубежную версию сериала одним из лучших английских дубляжей в принципе, Сердар Егулалп из About.com выделил работу Блюма как выдающуюся, заявив, что «цинизм никогда не звучал так учтиво или самоуверенно». Между тем Джон Опплигер из AnimeNation выразил мнение, что характер Спайка сильно исказили в английском дубляже, где он был изображён как «беззаботный плейбой» чьи противоречивые насмешки «выглядят как импровизированный блеф, в отличие от его весомых, торжественных реплик в японском варианте». Сам Блюм назвал Спайка «гигантским эталоном» в своей карьере и жизни, заявив, что он «изменил для него всё». Актёр отметил, что его роль Спайка открыла новые возможности для развития его карьеры, в том числе предложения озвучить таких персонажей, как Т.О.М. из Toonami и Джейми из Megas XLR.
В 2009 и 2014 годах редакция IGN включала Спайка в список лучших аниме-персонажей всех времён. В 2009 году представитель этого портала Крис Маккензи отметил Спайка на 4-м месте среди величайших аниме-персонажей в истории после Гоку, Астробоя и Спиди-рейсера. В 2014 году ещё один обозреватель IGN, Рэмси Ислер, поставил его на 2-ю строчку аналогичного рейтинга после Синдзи Икари из Neon Genesis Evangelion. В 2005 году на церемонии вручения наград Anime Awards от About.com Спайк был номинирован в категории «Лучший мужской персонаж», однако вновь проиграл Гоку. В 2010 году Wired включил Спайка в свой список «6 потрясных стрелков, с которыми должен сразиться Джона Хекс FTW!», а писатель Скотт Тилл похвалил его навыки, а также отметил душевность протагониста в сравнении с аналогичными главными героями. В 2013 году обозреватель Complex поставил Спайка на 4-е место среди самых стильных аниме-персонажей всех времён, «родившийся на Марсе охотник за головами знает толк в хорошей униформе», — прокомментировал результат публицист Цзянь Делеон. По словам автора видеоигры Yakuza 4, персонаж Шун Акияма был вдохновлён Спайком. Его целью было создать отрешённую личность, контрастирующую с главным героем серии Казумой Кирю.